# Establo Futagoyama (2018)

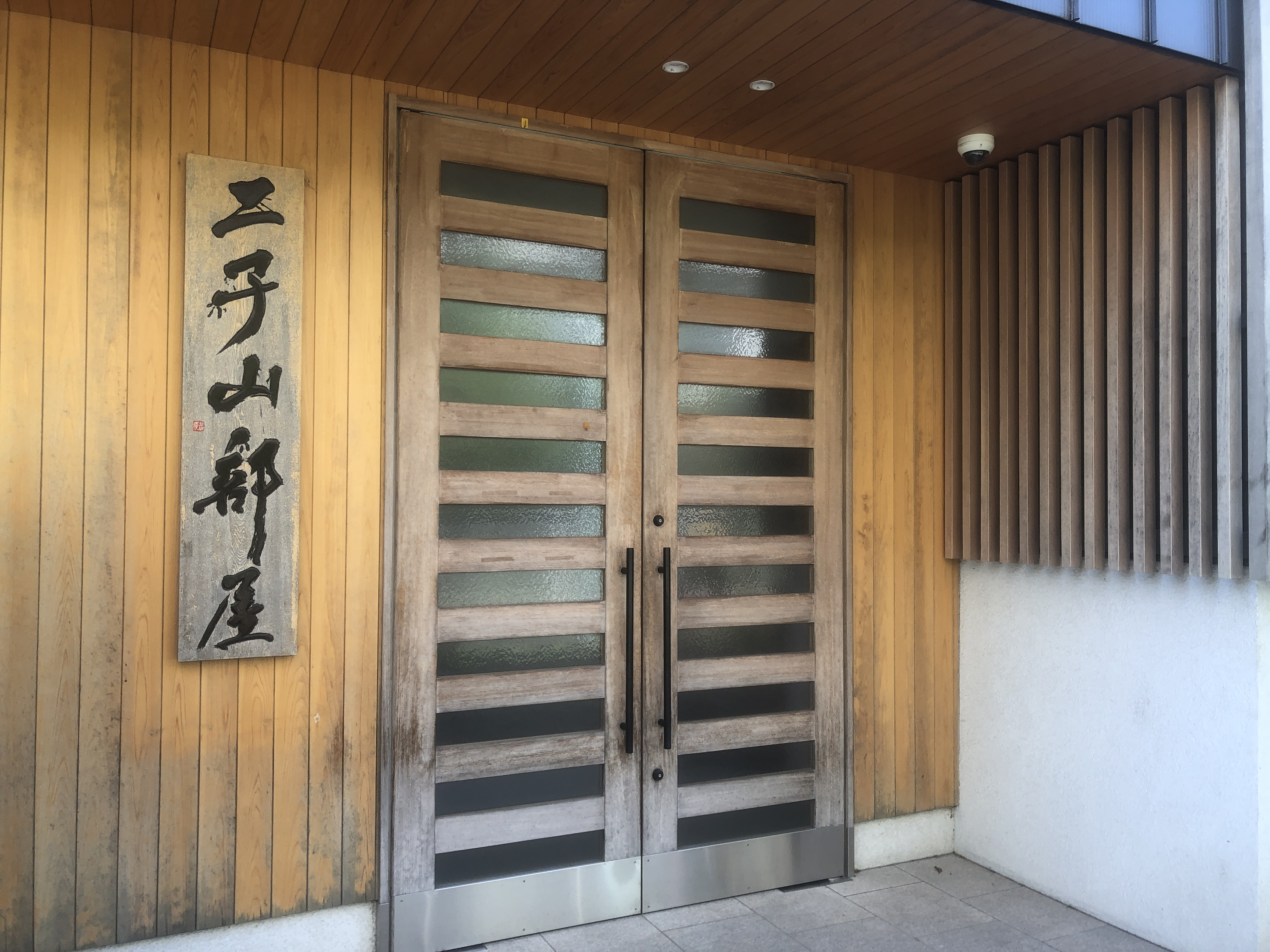
Entrada principal del Establo Futagoyama

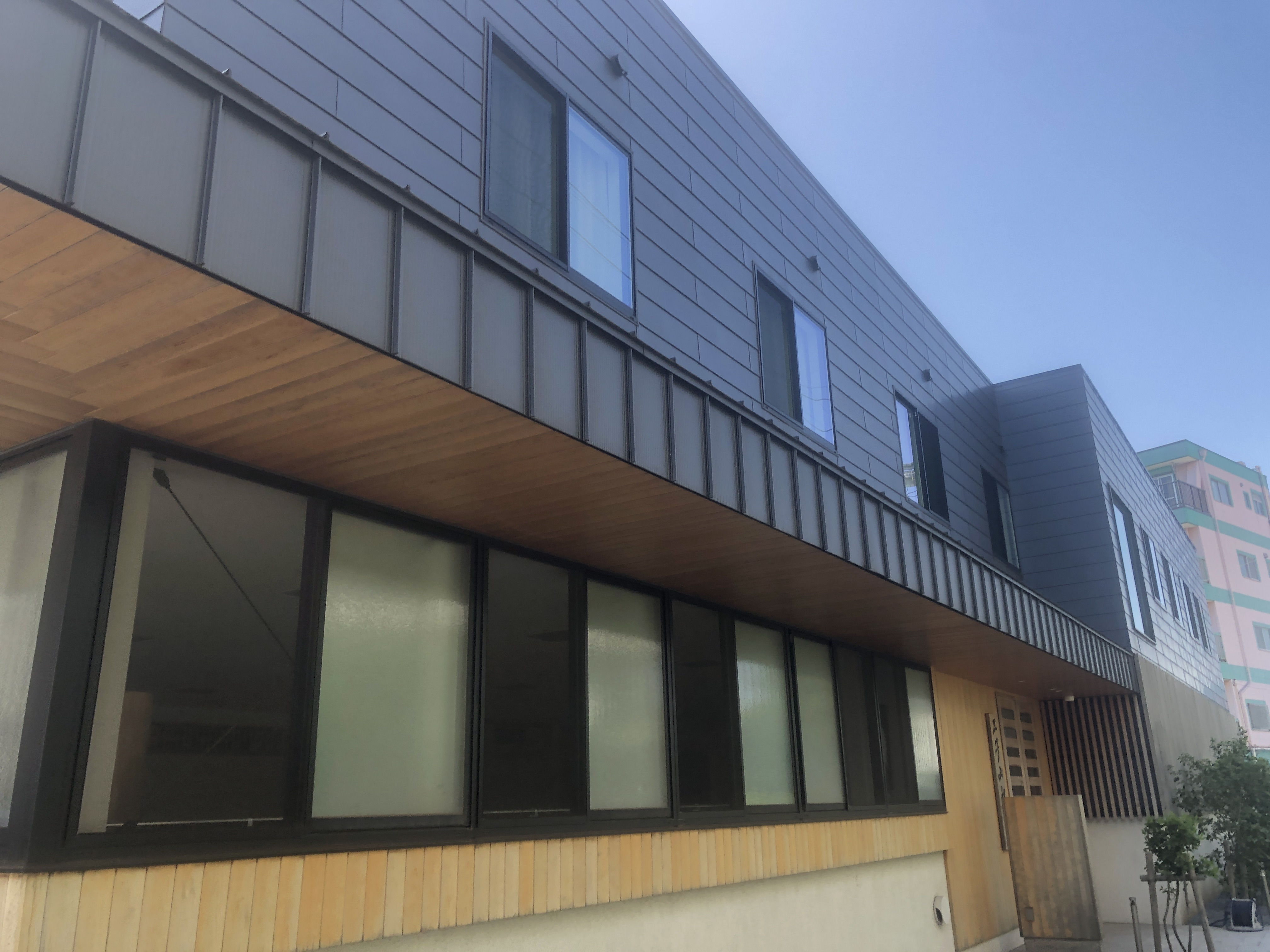
Fachada exterior del Establo Futagoyama

El Establo Futagoyama (二子山部屋, Futagoyama-beya) es un establo de entrenamiento de sumo profesional. El establecimiento forma parte del ichimon Dewanoumi. Fue fundado el 1 de abril de 2018 por el ex ōzeki Miyabiyama tras su separación del establo Fujishima, llevándose consigo a cinco luchadores de bajo rango. Originalmente se ubicaba en la ciudad de Tokorozawa, prefectura de Saitama. Para marzo de 2025, posee un total de 17 luchadores.
El luchador extranjero del establo es el ex yokozuna de secundaria Rōga, el cual es de herencia rusa y mongola. Este hizo su debut dentro del circuito profesional en noviembre de 2018 y además se convirtió en el primer sekitori del establo tras su promoción a la división jūryō para el torneo de noviembre de 2022. Un año después, en noviembre de 2023, este fue promovido a la división más alta del sumo, el makuuchi.
En abril de 2021 el establo anunció su intención de mudarse al distrito de Shibamata en el barrio especial de Katsushika de la ciudad de Tokio, ocupando las antiguas instalaciones del difunto Heya Azumazeki.
El 7 de febrero de 2023, el establo Futagoyama, junto al establo Ōshima y el establo Kokonoe, firmó un acuerdo de cooperación con el barrio especial de Katsushika en la ciudad de Tokio. El acuerdo fue presentado con el objetivo de cooperar en una gran variedad de áreas, incluyendo el turismo, cultura, deporte, educación, y para contribuir en la revitalización de las comunidades locales.
En mayo de 2023, el establo hizo pública la creación de su primer canal de YouTube titulado "Sumo Food". El canal presenta videos acerca de la preparación de las comidas y la vida cotidiana de los luchadores. De manera poco usual, el establo decidió incluir subtítulos en inglés, volviendo al canal particularmente popular entre la audiencia extranjera. En enero de 2024, el canal se convirtió en uno de los de mayor crecimiento en todo Japón en términos de suscriptores, con algunos videos excediendo los millones de visitas.

## Luchadores destacados

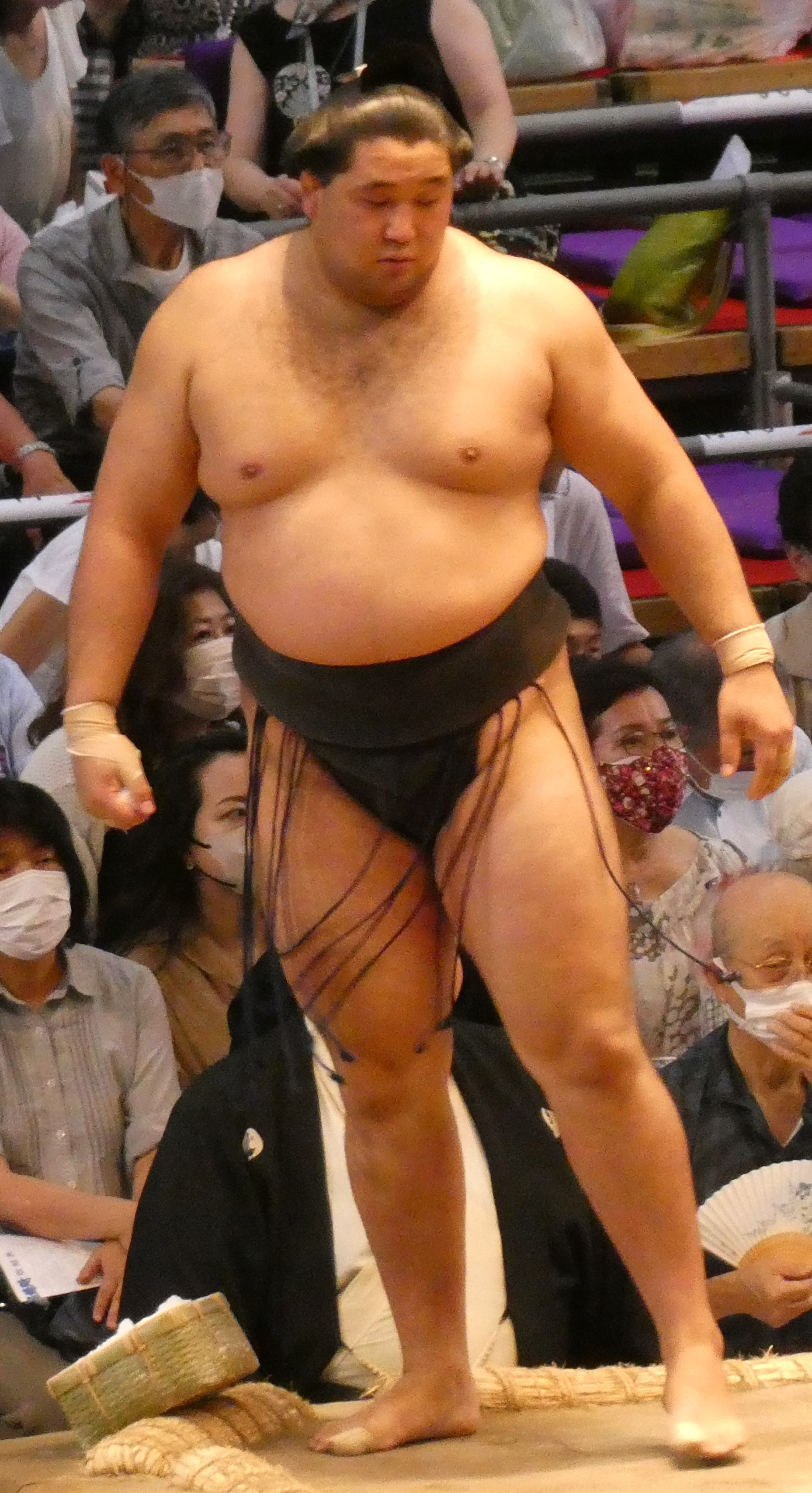
Rōga se convirtió en el primer sekitori del establo en 2022

- Rōga (rango más alto: maegashira)
- Nabatame [ja] (rango más alto: jūryō)
- Mita [ja] (rango más alto: jūryō)

## Dueños
- 2018–presente: El décimo cuarto (14°) Futagoyama Masataka (iin, ex ōzeki Miyabiyama)

## Ubicación y acceso
Ubicación actual: 2-10-13 Shibamata, barrio especial de Katsushika , ciudad de Tokio. A 7–8 minutos caminando desde la Estación Shibamata (Línea Keisei Kanamachi)
Ubicación previa: Iwaoka 366, Tokorozawa, prefectura de Saitama. A 30 minutos caminando desde la Estación Shin-Tokorozawa (Línea Seibu Shinjuku)